# Hans Nänny

Hans Nänny (1971)

Hans Nänny (* 2. April  1914 in Hundwil; † 17. September 1993 in Bühler; heimatberechtigt in Herisau) war ein Schweizer Kaufmann, Kantonsrat und Ständerat aus Kanton Appenzell Ausserrhoden.

## Leben
Hans Nänny war ein Sohn von Hans Jakob Nänny, Lehrer, und Louise Signer. Im Jahr 1939 heiratete er Martha Rüdisühli, Tochter des Adolf Rüdisühli, Gemeindehauptmann und Mitinhaber einer Etui- und Kartonagefabrik. Bis 1933 besuchte er die Kantonsschule Trogen. Er machte eine kaufmännische Ausbildung in St. Gallen. 1938 trat er in die Firma seines späteren Schwiegervaters in Bühler ein. In diesem Betrieb erhielt er 1941 die Prokura. Ab 1945 war er Teilhaber dieser Firma. Diese wurde ab 1947 unter dem Namen Rüdisühli, Nänny & Compagnie geführt. Bis 1988 war er Mitglied der Geschäftsführung. Von 1944 bis 1950 amtierte er als Gemeindegerichtspräsident. In den Jahren 1952 bis 1954 versah er das Amt des Bezirksgerichtspräsidenten. Von 1954 bis 1964 präsidierte er das Obergericht. Ab 1964 bis 1978 war er freisinniger Ausserrhoder Kantonsrat. Von 1963 bis 1975 sass er im Ständerat. Im Bundesparlament, wo er sich zu Beginn "als einfacher Bürger" fremd fühlte, war Nänny Präsident der ständerätlichen Finanzkommission sowie Mitglied der Militär- und der Untersuchungskommission zur Mirage-Affäre. Er hatte von 1967 bis 1974 massgeblichen Anteil an der Reorganisation des Ausserrhoder Gerichtswesens.